# Дроценко Олексій Євгенович
Олексі́й Євге́нович Дроце́нко (27 листопада 1967, Київ, УРСР) — український футболіст, футзаліст та футбольний тренер. Відомий насамперед завдяки роботі у дитячо-юнацькій академії «Динамо» (Київ).

## Життєпис
Олексій Дроценко народився у Києві, де й почав робити перші кроки у великий футбол. 1985 року закінчив ДЮСШ «Динамо» (Київ), де займався під орудою Олександра Шпакова.
За час роботи в академії приклав руку до становлення таких футболістів як Віктор Циганков, Микита Бурда, Ігор Харатін, Георгій Цітаішвілі та інших.